# Forcas (Òlt i Garona)
Forcas de Garona (en francès Fourques-sur-Garonne) és un municipi francès situat al departament d'Òlt i Garona i a la regió de la Nova Aquitània.

## Demografia
| 1962                                       | 1968 | 1975  | 1982  | 1990  | 1999  | 2007  |
| ------------------------------------------ | ---- | ----- | ----- | ----- | ----- | ----- |
| 819                                        | 868  | 1.029 | 1.111 | 1.150 | 1.179 | 1.219 |
| Des de 1962: població sense dobles comptes |      |       |       |       |       |       |

## Administració
| Període   | Identitat        | Partit |
| --------- | ---------------- | ------ |
| 1995-2001 | Maurice Castagne |        |
| 2001-2008 | Pierre Rebeyren  |        |
| 2008-     | Jacques Bilirit  | PS     |